# Конкурентка
«Конкурентка» (нем. Die Konkurrentin) — телефильм 1997 года режиссёра Дагмара Хиртца.

## Сюжет
К Катарине Нордберг назначают новую помощницу — Марен Ригер. Катарина работает в крупной консультационной фирме, и сын директора, Ричард Гроссер, лелеет планы избавиться от неё, несмотря на возвражения своего отца. Марен, по плану Ричарда, должна дискредитировать Катарину в текущем деле о разделе одной компании. Поначалу отношения между женщинами не складываются. Катарина ощущает угрозу своему профессиональному положению. Однако вынужденное тесное общение неожиданно приводит к тому, чего Катарина никак не могла ожидать. Марен — лесбиянка, она проявляет симпатию к Катарине, и та не в силах противостоять влечению. Об их связи узнаёт муж Катарины, ей приходится уйти из семьи и пережить тяжёлые объяснения с сыном и дочерью. Но она понимает, что действительно полюбила Марен. Вместе они осуществляют план, как обвести Ричарда вокруг пальца и открыть собственный бизнес, чтобы быть вместе и дома и в делах.

## Актёрский состав
| В ролях           |  | Персонаж          |
| ----------------- |  | ----------------- |
| Шарлотта Шваб     |  | Катарина Нордберг |
| Анн-Катрин Крамер |  | Марен Ригер       |
| Peter Lerchbaumer |  | Йенс Нордберг     |
| Ezard Haußmann    |  | Гроссер старший   |
| Leander Haußmann  |  | Ричард Гроссер    |